# Olympische Sommerspiele 2008/Rudern – Einer (Frauen)
Der Ruderwettbewerb im Einer der Frauen bei den Olympischen Spielen 2008 in Peking wurde vom 9. bis zum 16. August 2008 auf dem Olympischen Ruder- und Kanupark Shunyi ausgetragen. 26 Athletinnen in 26 Booten traten an.
Der Wettbewerb, der über die olympische Ruderdistanz von 2000 Metern ausgetragen wurde, begann mit sechs Vorläufen mit jeweils vier oder fünf Mannschaften. Die jeweils erst- bis drittplatzierten Ruderinnen jedes Vorlaufes qualifizierten sich für das Viertelfinale. In den Vorläufen mit fünf Booten qualifizierte sich auch die viertplatzierte Ruderin für das Viertelfinale, sowie die vier schnellsten letztplatzierten aller Vorläufe, die langsamsten zwei Ruderinnen aller Vorläufe waren direkt im Finale E. Im Viertelfinale wurden vier Läufe mit je sechs Ruderinnen ausgefahren, wobei sich jeweils die Platzierungen 1 bis 3 für das Halbfinale A/B qualifizierten, und die Platzierungen 4 bis 6 für das Halbfinale C/D.
Ebenso gelangten in den beiden Läufen des Halbfinals A/B die ersten drei Ruderinnen ins A-Finale, während Platz 4 bis 6 ins B-Finale um Platz 7 bis 12 führte. Der Qualifikationsmodus in den Halbfinals C/D verlief so, dass sich die ersten drei Ruderinnen jedes Halbfinals für das C-Finale der Plätze 13 bis 18. qualifizierten. Die viert- und fünftplatzierten gingen in das D-Finale und fuhren die Plätze 19 bis 22 aus und die beiden letztplatzierten füllten das Finale E auf und fuhren um die Plätze 23 bis 26. Im A-Finale am 16. August kämpften die besten sechs Ruderinnen um olympische Medaillen.
Die jeweils qualifizierten Ruderer sind hellgrün unterlegt.
Die Medaillen gingen an die gleichen drei Ruderinnen, die bei den Weltmeisterschaften 2007 die Medaillen gewonnen hatten, allerdings in umgekehrter Reihenfolge. So gewann die Silbermedaillengewinnerin der Weltmeisterschaften 2007, Rumjana Nejkowa aus Bulgarien, den Titel vor Michelle Guerette aus den Vereinigten Staaten. Die Weltmeisterin der vergangenen drei Jahre und zweifache Olympiasiegerin im Einer, Kazjaryna Karsten aus Belarus, wurde dritte.
Für Rumjana Nejkowa war es der erste Olympiasieg, mit dem sie den Medaillensatz nach Silber 2000 und Bronze 2004 komplettierte.

## Titelträger
| Olympiasieger | Katrin Rutschow-Stomporowski | Athen 2004   |
| Weltmeister   | Kazjaryna Karsten            | München 2007 |

## Teilnehmer
| Qualifikation                     | Nation              | Ruderer              |
| --------------------------------- | ------------------- | -------------------- |
| Weltmeisterschaften 2007          | Belarus             | Kazjaryna Karsten    |
| Weltmeisterschaften 2007          | Bulgarien           | Rumjana Nejkowa      |
| Weltmeisterschaften 2007          | Vereinigte Staaten  | Michelle Guerette    |
| Weltmeisterschaften 2007          | Tschechien          | Miroslava Knapková   |
| Weltmeisterschaften 2007          | Volksrepublik China | Zhang Xiuyun         |
| Weltmeisterschaften 2007          | Neuseeland          | Emma Twigg           |
| Weltmeisterschaften 2007          | Frankreich          | Sophie Balmary       |
| Weltmeisterschaften 2007          | Polen               | Julia Michalska      |
| Weltmeisterschaften 2007          | Schweden            | Frida Svensson       |
| Afrikanische Qualifikation        | Südafrika           | Rika Geyser          |
| Afrikanische Qualifikation        | Ägypten             | Heba Ahmed           |
| Afrikanische Qualifikation        | Simbabwe            | Elana Hill           |
| Lateinamerikanische Qualifikation | Kuba                | Mayra González       |
| Lateinamerikanische Qualifikation | Argentinien         | Gabriela Best        |
| Lateinamerikanische Qualifikation | Chile               | Soraya Jadué         |
| Lateinamerikanische Qualifikation | Brasilien           | Fabiana Beltrame     |
| Lateinamerikanische Qualifikation | El Salvador         | Camila Vargas Palomo |
| Asiatische Qualifikation          | Kasachstan          | Inga Dudtschenko     |
| Asiatische Qualifikation          | Südkorea            | Shin Yeong-eun       |
| Asiatische Qualifikation          | Myanmar             | Shwe Zin Latt        |
| Asiatische Qualifikation          | Hongkong            | Lee Ka Man           |
| Asiatische Qualifikation          | Iran                | Homa Hosseini        |
| „Europäische“ Qualifikation       | Italien             | Gabriella Bascelli   |
| „Europäische“ Qualifikation       | Australien          | Philippa Savage      |
| „Europäische“ Qualifikation       | Serbien             | Iva Obradović        |
| Gastgeber-Ersatz                  | Spanien             | Nuria Domínguez      |

Im Kontext der kontinentalen Qualifikationsregatten werden Australien, Kanada, Neuseeland und die Vereinigten Staaten zum Pool der „Europäer“ gezählt. Die Australierin Philippa Savage qualifizierte sich deshalb bei den europäischen Qualifikationswettbewerben in Posen.

## Vorläufe
9. August 2008

### Vorlauf 1
| Platz | Nation      | Athletin        | Zeit (min) |
| ----- | ----------- | --------------- | ---------- |
| 1     | China       | Zhang Xiuyun    | 7:38,16    |
| 2     | Polen       | Julia Michalska | 7:41,16    |
| 3     | Frankreich  | Sophie Balmary  | 7:47,37    |
| 4     | Argentinien | Gabriela Best   | 7:58,60    |
| 5     | Chile       | Soraya Jadué    | 8:04,08    |

### Vorlauf 2
| Platz | Nation     | Athletin         | Zeit (min) |
| ----- | ---------- | ---------------- | ---------- |
| 1     | Neuseeland | Emma Twigg       | 7:45,18    |
| 2     | Serbien    | Iva Obradović    | 7:49,13    |
| 3     | Spanien    | Nuria Domínguez  | 7:58,03    |
| 4     | Brasilien  | Fabiana Beltrame | 8:08,84    |
| 5     | Hongkong   | Lee Ka Man       | 8:23,02    |

### Vorlauf 3
| Platz | Nation             | Athletin          | Zeit (min) |
| ----- | ------------------ | ----------------- | ---------- |
| 1     | Belarus            | Kazjaryna Karsten | 7:40,03    |
| 2     | Vereinigte Staaten | Michelle Guerette | 7:49,14    |
| 3     | Südkorea           | Shin Yeong-eun    | 8:17,40    |
| 4     | Kasachstan         | Inga Dudtschenko  | 8:28,24    |

### Vorlauf 4
| Platz | Nation    | Athletin        | Zeit (min) |
| ----- | --------- | --------------- | ---------- |
| 1     | Bulgarien | Rumjana Nejkowa | 7:56,07    |
| 2     | Kuba      | Mayra González  | 8:07,22    |
| 3     | Südafrika | Rika Geyser     | 8:20,26    |
| 4     | Myanmar   | Shwe Zin Latt   | 8:42,23    |

### Vorlauf 5
| Platz | Nation      | Athletin             | Zeit (min) |
| ----- | ----------- | -------------------- | ---------- |
| 1     | Italien     | Gabriella Bascelli   | 7:43,67    |
| 2     | Australien  | Philippa Savage      | 7:57,95    |
| 3     | El Salvador | Camila Vargas Palomo | 8:32,06    |
| 4     | Iran        | Homa Hosseini        | 9:02,12    |

### Vorlauf 6
| Platz | Nation     | Athletin           | Zeit (min) |
| ----- | ---------- | ------------------ | ---------- |
| 1     | Tschechien | Miroslava Knapková | 7:51,56    |
| 2     | Schweden   | Frida Svensson     | 7:56,39    |
| 3     | Simbabwe   | Elana Hill         | 8:35,53    |
| 4     | Ägypten    | Heba Ahmed         | 8:46,96    |

## Viertelfinale
11. August 2008

### Viertelfinale 1
| Platz | Nation             | Athletin           | Zeit (min) |
| ----- | ------------------ | ------------------ | ---------- |
| 1     | Vereinigte Staaten | Michelle Guerette  | 7:28,91    |
| 2     | Polen              | Julia Michalska    | 7:31,90    |
| 3     | Italien            | Gabriella Bascelli | 7:36,68    |
| 4     | Spanien            | Nuria Domínguez    | 7:49,60    |
| 5     | Kasachstan         | Inga Dudtschenko   | 8:15,88    |
| 6     | Simbabwe           | Elana Hill         | 8:20,84    |

### Viertelfinale 2
| Platz | Nation      | Athletin             | Zeit (min) |
| ----- | ----------- | -------------------- | ---------- |
| 1     | Tschechien  | Miroslava Knapková   | 7:30,33    |
| 2     | Frankreich  | Sophie Balmary       | 7:37,01    |
| 3     | Serbien     | Iva Obradović        | 7:39,16    |
| 4     | Kuba        | Mayra González       | 7:45,75    |
| 5     | El Salvador | Camila Vargas Palomo | 8:11,79    |
| 6     | Myanmar     | Shwe Zin Latt        | 8:17,76    |

### Viertelfinale 3
| Platz | Nation     | Athletin         | Zeit (min) |
| ----- | ---------- | ---------------- | ---------- |
| 1     | Bulgarien  | Rumjana Nejkowa  | 7:22,37    |
| 2     | China      | Zhang Xiuyun     | 7:23,30    |
| 3     | Australien | Philippa Savage  | 7:34,03    |
| 4     | Chile      | Soraya Jadué     | 7:51,52    |
| 5     | Brasilien  | Fabiana Beltrame | 7:52,65    |
| 6     | Südkorea   | Shin Yeong-eun   | 7:58,71    |

### Viertelfinale 4
| Platz | Nation      | Athletin          | Zeit (min) |
| ----- | ----------- | ----------------- | ---------- |
| 1     | Belarus     | Kazjaryna Karsten | 7:25,74    |
| 2     | Schweden    | Frida Svensson    | 7:29,29    |
| 3     | Neuseeland  | Emma Twigg        | 7:34,24    |
| 4     | Südafrika   | Rika Geyser       | 7:44,14    |
| 5     | Argentinien | Gabriela Best     | 7:46,45    |
| 6     | Hongkong    | Lee Ka Man        | 8:04,68    |

## Halbfinale

### Halbfinale C/D
13. August 2008

#### Lauf 1
| Platz | Nation      | Athletin         | Zeit (min) |
| ----- | ----------- | ---------------- | ---------- |
| 1     | Kuba        | Mayra González   | 8:02,10    |
| 2     | Spanien     | Nuria Domínguez  | 8:03,61    |
| 3     | Argentinien | Gabriela Best    | 8:09,61    |
| 4     | Brasilien   | Fabiana Beltrame | 8:13,01    |
| 5     | Südkorea    | Shin Yeong-eun   | 8:23,62    |
| 6     | Simbabwe    | Elana Hill       | 8:34,27    |

#### Lauf 2
| Platz | Nation      | Athletin             | Zeit (min) |
| ----- | ----------- | -------------------- | ---------- |
| 1     | Südafrika   | Rika Geyser          | 7:59,67    |
| 2     | Chile       | Soraya Jadué         | 8:13,67    |
| 3     | Kasachstan  | Inga Dudtschenko     | 8:16,95    |
| 4     | El Salvador | Camila Vargas Palomo | 8:22,35    |
| 5     | Myanmar     | Shwe Zin Latt        | 8:24,23    |
| 6     | Hongkong    | Lee Ka Man           | 8:30,80    |

### Halbfinale A/B
13. August 2008

#### Lauf 1
| Platz | Nation             | Athletin           | Zeit (min) |
| ----- | ------------------ | ------------------ | ---------- |
| 1     | China              | Zhang Xiuyun       | 7:31,33    |
| 2     | Vereinigte Staaten | Michelle Guerette  | 7:35,69    |
| 3     | Tschechien         | Miroslava Knapková | 7:38,14    |
| 4     | Italien            | Gabriella Bascelli | 7:42,10    |
| 5     | Australien         | Philippa Savage    | 7:43,98    |
| 6     | Schweden           | Frida Svensson     | 7:46,38    |

#### Lauf 2
| Platz | Nation     | Athletin          | Zeit (min) |
| ----- | ---------- | ----------------- | ---------- |
| 1     | Belarus    | Kazjaryna Karsten | 7:32,86    |
| 2     | Bulgarien  | Rumjana Nejkowa   | 7:33,29    |
| 3     | Polen      | Julia Michalska   | 7:38,04    |
| 4     | Neuseeland | Emma Twigg        | 7:38,09    |
| 5     | Serbien    | Iva Obradović     | 7:52,39    |
| 6     | Frankreich | Sophie Balmary    | 7:56,73    |

## Finale

### Finale E
15. August 2008, 7:10 Uhr MESZ

Anmerkung: zur Ermittlung der Plätze 23 und 26
| Platz | Nation   | Athletin      | Zeit (min) |
| ----- | -------- | ------------- | ---------- |
| 23    | Hongkong | Lee Ka Man    | 7:56,07    |
| 24    | Ägypten  | Heba Ahmed    | 8:07,10    |
| 25    | Simbabwe | Elana Hill    | 8:09,94    |
| 26    | Iran     | Homa Hosseini | 8:18,20    |

### Finale D
15. August 2008, 7:30 Uhr MESZ

Anmerkung: zur Ermittlung der Plätze 19 und 22
| Platz | Nation      | Athletin             | Zeit (min) |
| ----- | ----------- | -------------------- | ---------- |
| 19    | Brasilien   | Fabiana Beltrame     | 7:43,04    |
| 20    | Südkorea    | Shin Yeong-eun       | 7:48,31    |
| 21    | Myanmar     | Shwe Zin Latt        | 8:00,05    |
| 22    | El Salvador | Camila Vargas Palomo | 8:02,91    |

### Finale C
15. August 2008, 7:50 Uhr MESZ

Anmerkung: zur Ermittlung der Plätze 13 bis 18
| Platz | Nation      | Athletin         | Zeit (min) |
| ----- | ----------- | ---------------- | ---------- |
| 13    | Südafrika   | Rika Geyser      | 7:35,06    |
| 14    | Spanien     | Nuria Domínguez  | 7:36,12    |
| 15    | Kuba        | Mayra González   | 7:42,68    |
| 16    | Argentinien | Gabriela Best    | 7:45,21    |
| 17    | Chile       | Soraya Jadué     | 7:48,35    |
| 18    | Kasachstan  | Inga Dudtschenko | 8:16,09    |

### Finale B
15. August 2008, 9:50 Uhr MESZ

Anmerkung: zur Ermittlung der Plätze 7 bis 12
| Platz | Nation     | Athletin           | Zeit (min) |
| ----- | ---------- | ------------------ | ---------- |
| 7     | Schweden   | Frida Svensson     | 7:48,19    |
| 8     | Italien    | Gabriella Bascelli | 7:48,91    |
| 9     | Neuseeland | Emma Twigg         | 7:51,63    |
| 10    | Australien | Philippa Savage    | 7:53,43    |
| 11    | Serbien    | Iva Obradović      | 7:53,83    |
| 12    | Frankreich | Sophie Balmary     | 7:58,88    |

### Finale A
16. August 2008, 8:30 Uhr MESZ

Anmerkung: zur Ermittlung der Plätze 1 bis 6
| Platz | Nation             | Athletin           | Zeit (min) |
| ----- | ------------------ | ------------------ | ---------- |
| 1     | Bulgarien          | Rumjana Nejkowa    | 7:22,34    |
| 2     | Vereinigte Staaten | Michelle Guerette  | 7:22,78    |
| 3     | Belarus            | Kazjaryna Karsten  | 7:23,98    |
| 4     | China              | Zhang Xiuyun       | 7:25,48    |
| 5     | Tschechien         | Miroslava Knapková | 7:35,52    |
| 6     | Polen              | Julia Michalska    | 7:43,44    |